# Hope Mountain
Hope Mountain är ett berg i Kanada.   Det ligger i provinsen British Columbia, i den södra delen av landet, 3 400 km väster om huvudstaden Ottawa. Toppen på Hope Mountain är 1 844 meter över havet, eller 478 meter över den omgivande terrängen. Bredden vid basen är 7,5 km.
Terrängen runt Hope Mountain är huvudsakligen bergig, men åt sydost är den kuperad. Trakten runt Hope Mountain är nära nog obefolkad, med mindre än två invånare per kvadratkilometer.. Närmaste större samhälle är Hope, 4,0 km norr om Hope Mountain.
I omgivningarna runt Hope Mountain växer i huvudsak barrskog.